# USS Becuna (SS-319)
USS Becuna (SS-319) – підводний човен військово-морських сил США типу «Балао», споруджений під час Другої Світової війни.
Човен спорудила компанія General Dynamics Electric Boat на верфі у Гротоні, штат Коннектикут. Після проходження випробувань поблизу Нью-Лондону (Коннектикут) та Ньюпорту (Род-Айленд), човен 1 липня 1944-го вирушив до місця служби та 29 липня прибув до Перл-Гарбору, де увійшов до складу Тихоокеанського флоту.

## Походи
Всього човен здійснив п’ять бойових походів.

### 1-й похід
23 серпня 1944-го Becuna у складі «вовчої зграї», до якої також входили підводні човни Hawkbill та Baya, відбув для бойових дій в районі між Філіппінами та архіпелагом Палау (американці якраз готувались до десантної операції на останній, котра почалась 15 вересня). З 4 по 6 вересня «зграя» пройшла бункерування на Сайпані, після чого попрямувала у визначений для неї район. Середину вересня Becuna провів на захід від Палау, після чого на початку останньої декади місяця наблизився до південної групи островів Рюкю, а за кілька діб пройшов через Лусонську протоку до нового району дій в Південно-Китайському морі.
25 вересня човен випустив шість торпед по конвою MATA-27B, який йшов із Маніли до Такао (сучасний Гаосюн на Тайвані), проте не досяг попадань. 8 жовтня у центральній частині Південно-Китайського моря, за п’ять з половиною сотень кілометрів на захід від Маніли, Becuna поцілив однією торпедою «Кімікава-Мару» (колишній переобладнаний гідроавіаносець, котрий потім знов перетворили на транспортний корабель) зі складу конвою HI-76. Це змусило відправити пошкоджене судно до Маніли, з якої воно вийшло до Такао у складі конвою MATA-30, майже повністю розгромленого підводними човнами (загинуло й «Кімікава-Мару»). А вже під вечір наступної доби човен атакував конвой MI-19, який прямував на Борнео до центру нафтодобувної промисловості Мірі. Спершу Becuna поцілив танкер San Luis Maru, майже одразу після чого це судно торпедував човен Hawkbill. Незважаючи на попадання торпед, San Luis Maru залишився на плаву (у підсумку він загинув в січні 1945-го). А за кілька хвилин по тому Becuna поцілив та потопив танкер Tokuwa Maru. Вночі 15 жовтня човен у надводному положенні пройшов через протоку Ломбок, а 20 жовтня прибув на базу у Фрімантлі (західне узбережжя Австралії).

### 2-й похід
15 листопада 1944-го Becuna вийшов із Фрімантлу, 22 числа відвідав для бункерування Дарвін, після чого попрямував в район бойового патрулювання у центральній частині Південно-Китайського моря. Тут він не зміг поповнити свій бойовий рахунок, лише 2 січня 1945-го на зворотньому шляху у Яванському морі за півтори сотні кілометрів на північний схід від Сурабаї потопив артилерійським вогнем невелике судно. 5 січня човен зайшов для бункерування у бухту Ексмут, а за три доби досяг Фрімантлу.

### 3-й похід
4 лютого 1945-го Becuna вийшов із Фрімантлу, 7-8 числа відвідав для бункерування Онслоу, після чого в черговий раз вирушив до центральної частини Південно-Китайського моря. Тут біля узбережжя В’єтнаму він потопив танкер зі складу конвою HI-88-H, а 22 березня завершив похід у бухті Субік-Бей на Філіппінах.

### 4-й похід
Тривав з 15 квітня по 24 травня 1945-го та завершився прибуттям до Фрімантлу. Човен патрулював у південній частині Південно-Китайського моря та Сіамській затоці, проте не зміг поповнити свій бойовий рахунок.

### 5-й похід
21 червня 1945-го Becuna вирушив до Яванського моря. Тут 16 липня він безрезультатно випустив шість торпед по міноносцю «Карі», котрий прямував із Сурабаї на острів Амбон. Втім, невдовзі цей корабель потопив інший підводний човен Baya, попереджений з Becuna про виявлення супротивника. 27 липня Becuna прибув до бухти Субік-Бей.

## Післявоєнна доля
До 1949-го човен продовжував перебувати на Тихому океані, після чого був переведений до Атлантичного флоту.
У листопаді 1950 – серпні 1951 років Becuna пройшов модернізацію за програмою GUPPY, котра, зокрема, була орієнтована на збільшення тривалості перебування субмарин під водою.
7 листопада 1969-го човен вивели в резерв, а через чотири роки виключили зі списків військово-морського флоту. 21 червня 1976-го Becuna розмістили у Філадельфії поряд з крейсером «Олимпія» та перетворили на корабель-музей.

## Бойовий рахунок
| Дата       | Назва         | Тип    | Тоннаж | Місце           |
| 09.10.1944 | Токува Мару   | танкер | 1943   | 12°45'N 118°5'E |
| 22.02.1945 | Нітійоку Мару | танкер | 1945   | 11°28'N 109°6'E |